# Federación Unida de Planetas
La Federación Unida de Planetas, conocida también como la UFP (por sus siglas en inglés, "United Federation of Planets") o sencillamente la Federación, es un Estado interplanetario ficticio desarrollado para la franquicia de ciencia ficción Star Trek (Viaje a las Estrellas en Hispanoamérica).

## Gobierno

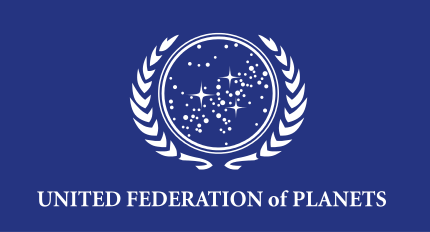
Bandera.

La Federación, como su nombre indica, es un Estado federal interplanetario formado por más de 150 planetas miembros y unas mil colonias que, según el capitán Jean Luc Picard en la película Star Trek: Primer Contacto, se extiende por más de 8000 años luz en la Vía Láctea. Se trata, según el universo de Star trek, de una de las superpotencias de la Galaxia.
Su sistema de gobierno es democrático, con un poder legislativo conocido como el Consejo de la Federación, el cual cuenta con un representante de cada planeta federal, cuya sede se encuentra en San Francisco, Tierra. El poder ejecutivo lo ejerce el presidente de la Federación, electo por el Consejo, cuya sede se encuentra en París. También existe un poder judicial denominado la Suprema Corte de la Federación. Las fuerzas armadas se aglutinan en la Flota Estelar, que cumple el rol de agencia militar (solo en casos extremos), científica y de exploración.
La carta fundamental de este Estado se denomina la Carta de la Federación que, según se indica en varios episodios, es similar a la Carta Magna de las Naciones Unidas, aunque Picard en el capítulo The Drumhead se refiera a ésta como la Constitución. La Carta de la Federación incluye las denominadas “Siete Garantías” similares a las enmiendas a la Constitución de los Estados Unidos.
Hay varios requisitos para ser miembro de la Federación, incluyendo la abolición de cualquier sistema de castas, manipulación genética con fines bélicos, trato cruel contra la población o carencia de derechos civiles dentro del Estado. Aunque es recomendado, no es requisito que el planeta que ingrese este completamente unificado y la Federación puede admitir planetas cuyos gobiernos no administren la totalidad del territorio planetario, es decir, donde no haya una unificación mundial. Pero solo en casos muy específicos. El Comandante William T. Riker dijo que la federación no admitiría a un solo continente, aunque este caso ya se haya dado.
La Federación es aliada militar del Imperio Klingon durante la mayor parte de su historia, aunque fueron enemigos durante un tiempo. A pesar de esto, la Federación ha sostenido violentas guerras y conflictos bélicos con casi todas las otras potencias galácticas como el Imperio Romulano, la Unión Cardassiana, la Alianza Ferengi, el Dominio y los Borg.

### Miembros destacados
Las especies que más destacan a lo largo de la trama son:
- Humanos; miembros fundadores, a esta especie pertenecen la mayoría de los personajes de la franquicia. También fueron los creadores de la Flota Estelar.
- Vulcanos; miembros fundadores, a esta especie pertenecen los personajes de Spock en TOS y Discovery, Selar en Star Trek: The Next Generation, T'Pol, en Star Trek: Enterprise y Tuvok en Star Trek: Voyager, entre otros.
- Tellaritas; miembros fundadores, aunque poco representados en la franquicia, entre los personajes de este origen se encuentra el embajador Gra de Stat Trek: Enterprise y el almirante Gorch de Star Trek: Discovery
- Andorianos; miembros fundadores, son reconocibles por su piel de color azul y la presencia de antenas en sus cabezas, en Star Trek: Enterprise aparecen de manera recurrente, en especial Thy'lek Shran, comandante de la Guardia Imperial de Andoria.
- Trills; a esta especie pertenece el personaje de Jadzia Dax en DS9.
- Bolianos;a esta especie pertenece el peluquero en TNG y un tripulante ex maqui en Star Trek: Voyager.
- Betazoides; a esta especie pertenece el personaje de Deanna Troi en TNG), esta especie al ser telepática suele ocupar cargos de consejero dentro de la flota estelar.
- Denobulanos; a esta especie pertenece el personaje del Dr. Phlox en Star Trek: Enterprise.
- Caitanos; especie felina que aparece principalmente en TOS, a esta especie pertenece el personaje de M'Ress en Star Trek: The Animated Series.

## Preludios
A raíz de la violenta Guerra Humana-Romulana entre el poderoso Imperio Estelar Romulano y la Tierra con sus aliados —vulcanos, telaritas y andorianos— terminada en 2160 después de casi una década de conflicto. El predecesor inmediato de la Federación fue la Coalición de Planetas conformada por los que finalmente serían los Cuatro Miembros Fundadores; Tierra, Vulcano, Telar y Andoria. Cabe anotar que la Tierra fue la promotora de este acuerdo para así de una vez por todas acabar con el viejo conflicto andoriano-vulcano y darle mayor importancia política a estos planetas.

## Federación e Imperio Klingon
La guerra entre las dos potencias galácticas, la Federación y el Imperio Klingon, estalló en el 2223, extendiéndose por un largo periodo de conflicto hasta el 2267 en que se firma el Tratado de Paz Organiano entre la Federación de Planetas Unidos y el Imperio Klingon. A pesar de esto, se mantuvo un estado de guerra fría entre ambas potencias por décadas, con ocasionales escaramuzas, que finalizó con los Acuerdos de Khitomer, que finalmente cimentaron una larga y centenaria paz entre federales y klingon, que finalmente derivaría en una alianza militar. Especialmente después de que durante el año 2344 una nave Klingon atacada por el Imperio Estelar Romulano, fuera defendida por el USS Enterprise C bajo el mando de la capitana Rachel Garret, destruyéndose esta nave en el proceso, lo que significó un sacrificio de gran honor para los Klingon. Justamente en el 2311 el Incidente Tomed provocó una guerra entre federales y romulanos que se terminó con el Tratado de Algernon, el cual sin embargo los mantuvo en una tensa paz. Unidos por el enemigo común romulano, federales y klingon cimentaron así una poderosa alianza militar y acudían en apoyo mutuo según las diferentes guerras y conflictos. Tanto en la serie Star Trek: La Nueva Generación como en Espacio Profundo 9 puede observarse como federales y klingon son aliados militares combatiendo enemigos comunes. Incluso en DS9 combaten unidos al Dominio.

## Historia

### Fundación
La Federación fue fundada en 2161 (el 12 de agosto, según algunas fuentes) por las cuatro especies fundadoras; humanos, vulcanos, andorianos y tellaritas.  después del discurso del capitán Jonathan Archer, quien más tarde sería presidente de la misma para el periodo 2184-2192.

### Guerra Cardassiana
En el 2347 una masacre de civiles federales por parte de los cardassianos en Setlik III provocó la larga Guerra Cardassiana entre la Federación y el Imperio Cardassiano, que no terminaría hasta la tregua de 2370, creando la Zona Desmilitarizada. Grandes extensiones de territorio en la frontera cardassiana no quedaron claramente divididos y colonos federales debían compartir territorio con cardassianos, provocando un conflicto étnico y el surgimiento de la guerrilla rebelde conocida como los Maquis.
Los Maquis son colonos rebeldes que, cuando la Federación firmó el Tratado de Paz con los cardassianos, sus territorios fueron entregados a Cardassia y la Federación decidió reubicarlos sin su consentimiento. Para muchos de éstos colonos esta situación era inaceptable, además debían sufrir constantes enfrentamientos violentos con los cardassianos (en Star Trek: Voyager, por ejemplo, uno de los Maquis le menciona a Tuvok como su novia fue violada y asesinada por cardassianos, y en DS9 el capitán Sisko, que simpatiza con los Maquis, menciona como los gobernantes de la Federación viven en un paraíso sin guerra, sin pobreza y sin crimen, muy diferente a las condiciones de los colonos fronterizos).
Los Maquis, que podrían considerarse una especie de guerrilla rebelde de izquierda dentro de la Federación, son muy simbólicos dentro de la crítica de la serie a sí misma, pues la propia Federación y su gobierno tienden a idealizarse a sí mismos viéndose como una especie de paraíso democrático y pacífico, pero al parecer, los colonos fronterizos sufren de muchas carencias, abandono y se sienten abandonados frente a la violencia que les infringen los cardassianos. Así, el surgimiento de los Maquis es una especie de revuelta social contra el orden establecido federal.
En DS9 los Maquis compran poderosos misiles explosivos a los Klingon en el mercado negro, y los lanzan contra Cardassia. Los gobiernos de la Federación y el Imperio Klingon se preocupan por esta situación que, de estallar las bombas matando a miles de civiles cardassianos en un atentando cuyos autores sean federales usando tecnología klingon, llevaría a un conflicto terrible entre cardassianos contra la alianza federal-klingon. Aunque el atentado logra ser impedido, en la Guerra del Dominio se daría ese inevitable choque entre potencias.
En el 2365 se da el enfrentamiento con el terrible Colectivo Borg que buscaba la erradicación de la Federación y de todas las potencias galácticas, el primer contacto oficial con los Q y la Guerra Civil Klingon –en la cual la Federación intervino como mediador de paz.Los Maquis se unieron a la Federación en Star Trek Voyager donde un tripulante de la nave era cardassiano y estaba espiando a la Federación.La nave estelas USS Voyager se perdió en una búsqueda de los Maquis y una criatura los tele transporto al cuadrante Delta a 75000 años luz del cuadrante Alfa.Los Maquis eran un grupo de rebeldes en contra de la unión de la Federación y Cardassia.La tripulante cardassiana de la USS Voyager al estar en el cuadrante Delta se unió con una especie llamada los Kazones que también eran enemigos de la Voyager y la Federación.

### Guerra del Dominio
La Guerra del Dominio se libró entre 2373 y 2375 entre dos bandos, por un lado la Alianza de la Federación, el Imperio Klingon y el Imperio Estelar Romulano aliados contra el Dominio, el Imperio Cardassiano y la Confederación Breen. La guerra fue ganada por la alianza federal-klingon-romulana pero con graves pérdidas. Este fue por mucho el mayor conflicto bélico registrado en la Galaxia (equivalente a la Segunda Guerra Mundial).

### Futuro
En las temporadas finales de DS9, cuando los klingon comenzaron una carrera belicista, y declararon la guerra a los cardasianos, inmediatamente reclamaron a la Federación su apoyo militar, como era natural siendo aliados y habiendo luchado juntos muchas veces. La Federación no aceptó unirse al conflicto, lo que fue interpretado por los klingon como una deshonrosa traición a su larga amistad, comenzando así un conflicto con la Federación por primera vez en siglos. La Federación estuvo a punto de resultar derrotada, pero finalmente lograron restablecer su larga alianza y amistad. De hecho, según el no canónico universo extendido de Star Trek, en el 2550 los Klingon ingresan a la Federación.
Según el Juego En línea Multijugador Masivo Star Trek Online, en este momento la Fecha estelar esta en el año 2.410. Los Klingon están en guerra con la Federación, Cardassia esta en un largo y penoso proceso de reconstrucción después de la destrucción dejada por el Dominio en su retirada, y la Federación se encuentra asistiendo en su reconstrucción. En esta misma época y juego, los Romulanos han perdido su planeta de Origen, y se han establecido en New Romulus, en el sector Nimbus III.
A destacar que en la historia del ST Online han aparecido un gran número de nuevos y peligrosos enemigos y otros viejos han reaparecido, los Breen, los Borg con su fuerza de Invasión, los Tholianos, los Devidians, y ahora llegan los míticos y muy antiguos Iconians, otrora dominadores de toda la Galaxia.
Para combatir estas nuevas amenazas, y a pesar de la Guerra que les enfrenta, la Federación y el Imperio Klingon han establecido una Fuerza de Tarea Conjunta(Joint Task Force) llamada Omega Task Force.
Aquí podemos ver cuan poderosa es la Federación al resistir guerra abierta en muchos frentes. Asimismo vemos como el otrora objetivo primordial de la Federación, la Exploración, esta en un segundo plano, e incluso las nuevas naves están más orientadas a la Defensa que a la propia Exploración.
Durante el siglo 29 la Federación explora el viaje en el tiempo, como antes exploraba el viaje espacial.
En el siglo 31, un gran cataclismo hizo explotar todo el dilitio de las naves en la galaxia, provocando caos, seguido del colapso de la Federación según lo explicado en la tercera temporada de Star Trek: Discovery.

## Economía
Si bien la Federación tiene una moneda o tipo de cambio denominado el crédito federal, lo cierto es que la franquicia establece claramente que no existe el dinero dentro de la Federación ni necesidad de él. Los replicadores y las condiciones sociales dentro de la Federación hacen obsoleto el dinero para los ciudadanos federales. El crédito federal, más que una moneda, parece tratarse de una especie de cheque de cobro que sirve como intercambio de bienes y servicios, aun cuando nunca se ha hablado de salarios para ningún funcionario federal.
Dentro de la Federación no existe la pobreza, y básicamente no existen clases sociales tampoco. Todos los ciudadanos son virtualmente iguales en recursos socioeconómicos, y no parecería que, por ejemplo, los oficiales de alto mando tengan más poder adquisitivo que los subalternos.
A pesar de esto, los federales pueden comerciar con otras especies utilizando oro prensado latinio o crédito federal.

## Cultura
La Federación es un estado secular, a diferencia de otros estados con poderosos sacerdocios, como los klingon. No tiene religión o religiones oficiales y hay una estricta división entre Iglesia y Estado, especialmente porque cada especie tiene su propia religión o carencia de ella (como los mayoritariamente agnósticos humanos y los vulcanos racionalistas mayormente agnósticos aunque con la creencia en una realidad espiritual trascendente). Por otro lado, algunas especies federales tienen profundas creencias espirituales como sería el caso de los betazoides y los bajorianos.
Cada pueblo de la Federación preserva sus tradiciones culturales y en muchas ocasiones las comparte, especialmente por la existencia de muchos matrimonios y uniones mixtas entre especies federales, e incluso entre especies federales y klingon. Generalmente los capitanes permiten a los tripulantes tomarse tiempo para sus propias prácticas religiosas y culturales, como se probó en infinidad de ocasiones con los muchos permisos que daba Picard a Worf para realizar sus ritos klingon o educar a su hijo en la cultura klingonia. O como se les permite a los tripulantes vulcanos como Spock en La Serie Original y Tuvok en Voyager realizar sus distintos cultos vulcanos y ritos especiales.
Siendo una amalgama de culturas, existe una especie de macro-cultura o cultura federal basada en los principios básicos de la Federación que en cierta forma influye a todas las especies. Algo así como lo que sucede en países muy grandes y poblados como Estados Unidos, donde existe una cultura general unificadora, pero también culturas locales que en parte son más fuertes que la cultura nacional.
Para que un planeta pertenezca a la Federación debe cumplir tres requisitos: eliminar las fronteras, es decir que todos los países se unan como hermanos, crear un gobierno mundial y vivir en función de la ley fundamental del universo, la cooperación. 

## Milicia
Si bien la Federación es la unión de muchas especies democráticas, pacíficas e intelectuales de la Galaxia, también es una poderosa fuerza militar y una de las grandes potencias galácticas. No obstante, tanto en La Nueva Generación –en un futuro alterno donde nunca hubo paz con los Klingon y la Federación estaba al borde del colapso y la derrota- como en la breve guerra contra los Klingon en DS9 queda demostrado que el Imperio Klingon es mucho más fuerte que la Federación sobre el papel, pero al final se demuestra en varios episodios que son los Dos Mayores Poderes del Cuadrante Alfa. Afortunadamente para la Federación, los Klingon son sus aliados. Probablemente la Federación sea, junto con los Klingon, la Primera potencia de la Galaxia sin contar al Colectivo Borg. Algunas de las otras potencias galácticas son el Dominio, el Imperio Estelar Romulano, la Confederación Breen y la Unión Cardassiana, así como la Alianza Ferengi que, aunque no es una potencia militar, si lo es en el sentido económico. Básicamente estas potencias han estado todas en guerra entre sí y no se llevan bien. La única alianza que ha perdurado largo tiempo es la alianza entre la Federación y los Klingon. Durante la Guerra del Dominio, sin embargo, se dio una esporádica alianza entre dos bandos militares; la Federación, el Imperio Klingon y el Imperio Estelar Romulano contra el Dominio, la Unión Cardassiana y la Confederación Breen. Lo inusual de esto es que los romulanos habían sido enemigos históricos de federales y klingon. Para conseguir la adhesión del Imperio Estelar Romulano a la Alianza contra El Dominio, la Unión Cardasiana y la Confederación Breen, Benjamin Sisko Comandante de la Estación Deep Space Nine recurre a tácticas deshonrosas, alterando una Grabación contenida en un soporte de almacenamiento rescatado de los escombros de la nave de un espía romulano en territorio Cardasia-Dominion, en la que hace que se vea a uno de los mandatarios(Weyoun) debatiendo sobre la próxima Invasión del Espacio Romulano. Benjamin Sisko no se siente a gusto de realizar tal engaño, pero la necesidad de la presencia de los Romulanos en la defensa del Cuadrante Alfa le lleva a materializar el Engaño. Gracias a este acto de espionaje, los Romulanos ingresan a la Alianza para defender el Cuadrante Alfa de la invasión y logran su objetivo con un alto costo.